# Abdij van Lorsch
De Abdij van Lorsch is een voormalige abdij in de Duitse deelstaat Hessen. Ze werd rond 764 gesticht door graaf Cancor en zijn moeder Williswinda. Chrodegang, bisschop van Metz, was de eerste abt van Lorsch. In de periode 1557–1563 werd de abdij gesloten. De gebouwen hadden veel te lijden van de Dertigjarige Oorlog. De restanten staan sinds 1991 op de werelderfgoedlijst van de UNESCO.